# L'Immaculée-Conception
Pour les articles homonymes, voir Immaculée Conception (homonymie).
L'Immaculée-Conception est un hameau du Québec situé dans la vallée de la Matapédia. Il fait partie de la municipalité de Saint-François-d'Assise dans la MRC d'Avignon en Gaspésie, plus précisément dans le rang de l'Immaculée. Il doit son nom à l'Immaculée Conception de la Vierge Marie.
Un bureau de poste ouvert sous le nom de L'Immaculée-Conception a vu le jour en 1902 puis a fermé en 1957.

### Source en ligne
- Commission de toponymie du Québec